# Canard de Hartlaub
Pteronetta hartlaubii
Genre
Espèce
Statut de conservation UICN

 LC  : Préoccupation mineure
Statut CITES
Le Canard de Hartlaub ou la  Ptéronette de Hartlaub (Pteronetta hartlaubii) est une espèce de canards de la famille des Anatidés. C'est la seule espèce du genre Pteronetta.
On rencontre cette espèce de la Guinée au Soudan jusqu'en République démocratique du Congo. C'est un oiseau qui fréquente les rivières et les lacs en zones forestières.
Il s'agit d'une espèce très discrète malgré sa taille importante. Le Canard de Hartlaub se nourrit principalement de végétaux aquatiques, comme chez de nombreuses espèces tropicales, la reproduction peut intervenir à n'importe quel moment de l'année.
La population est estimée entre 10 000 et 100 000 individus.
L'espèce commémore l'ornithologue allemand Gustav Hartlaub (1814-1900).